# 土岐實光
土岐 實光（とき さねみつ、1922年（大正11年）6月30日 - 2011年（平成23年）4月13日）は、日本の鉄道技術者。

## 経歴
東京工業大学工学部機械工学科卒業。
日本国有鉄道の設計技師長として、1962年（昭和37年）より649両が製造された、DD51形ディーゼル機関車の主任設計技師を務めた。
その後、東急車輛製造に移り、アメリカ合衆国バッド社との技術提携により、オールステンレス鉄道車両の国産化に努め、同社では専務取締役まで務めた。
国鉄によるオールステンレス車両の導入にあたり同社の技術を無償で公開するなど、オールステンレス車両の普及に大きく貢献したことから、社内では「ミスターステンレス」と呼ばれていた。

## 家系
子爵土岐章の長男であり、上州沼田藩主土岐家の直系（第18代当主）で、血統上は松平定信の男系子孫である。関東土岐会の名誉会長を務めた。夫人は元陸軍大将木村兵太郎の長女・百合子。
2011年（平成23年）4月13日、進行性神経まひのため死去。88歳歿。

## 著書
- 電車を創る 1994年、交友社刊 - 『鉄道ファン』連載の「ある車両技術者の回想」をまとめたもの。